# Edward Sheriff Curtis
Edward Sheriff Curtis (Cold Spring, nabij Whitewater, 16 februari 1868 – Whittier, 19 oktober 1952) was een Amerikaans fotograaf en etnoloog. Hij werd vooral bekend door zijn fotostudies van het Noord-Amerikaanse Indianen-leven, waaraan hij ruim dertig jaar van zijn leven besteedde.

## Biografie

### Jonge jaren
Curtis was de zoon van een dominee, die tijdens de Amerikaanse Burgeroorlog nog als pastoraal werker had gediend. Hij had drie zussen. Op zijn zeventiende ging Curtis in de leer bij een fotograaf in Minnesota en in 1887 kocht hij zich in bij de fotostudio van Rasmus Rothi te Seattle. In 1892 trouwde hij met Clara J. Phillips (1874-1932), met wie hij vier kinderen kreeg.

### Indianenfoto's

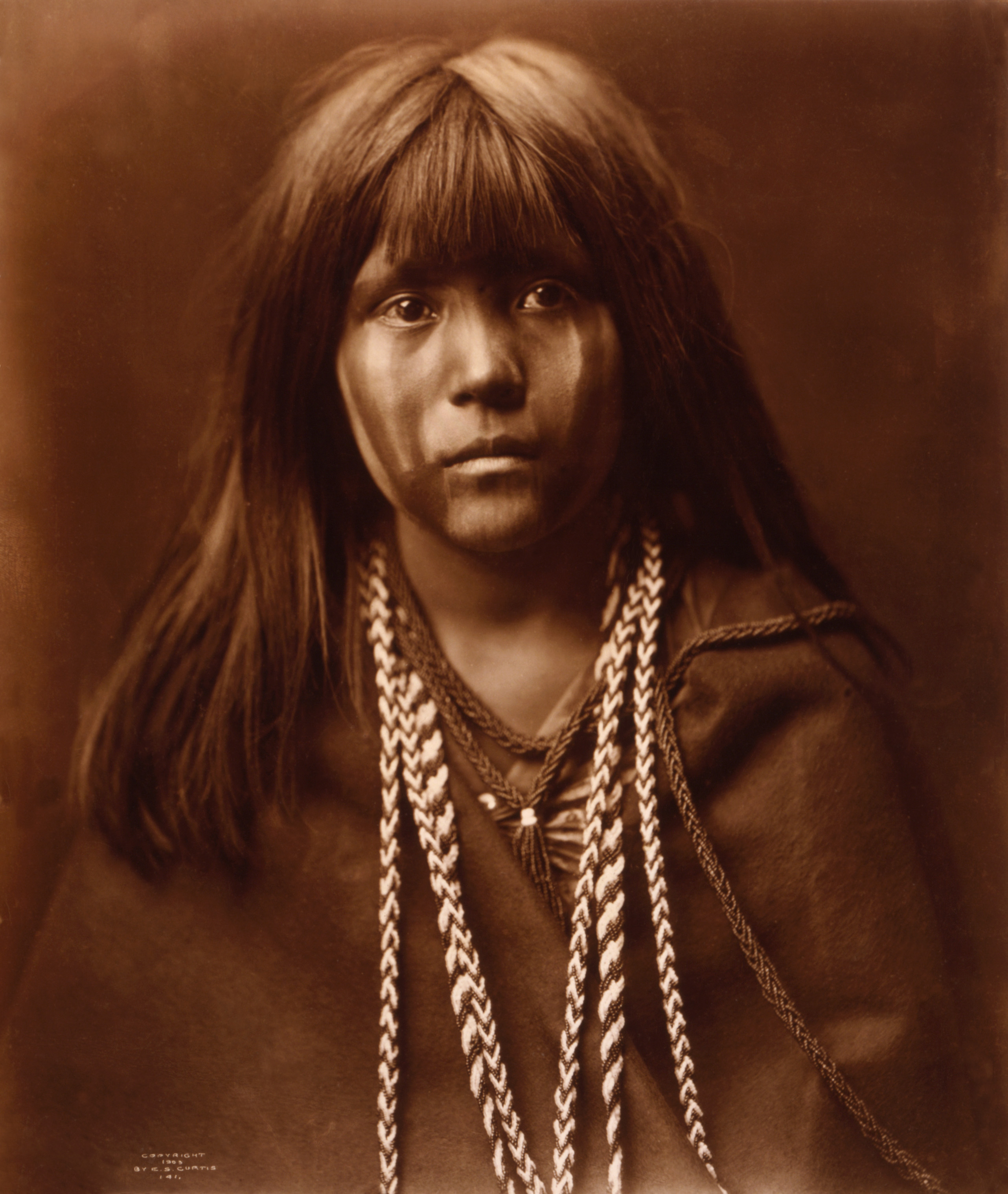
Mosa, een Mojave-meisje (1903)

In 1895 begon Curtis voor het eerst foto's te maken van indianen en kwam hij in contact met de antropoloog George Bird Grinnell. Met hem ging hij in 1899 op expeditie naar Alaska en een jaar later op foto-expeditie naar de Blackfootindianen in Canada. Vanaf die tijd groeide zijn naam als indianenfotograaf en won hij diverse prijzen. In 1906 bood de bankier John Pierpont Morgan Curtis 75.000 dollar aan voor het maken van een fotoserie over de Noord-Amerikaanse indianen, later gevolgd door nog vele vervolgopdrachten (na Morgans dood in 1913 gefinancierd door diens zoon). Uiteindelijk ontstonden zo in de periode tot 1930 een twintigtal fotoboeken met alles bij elkaar zo'n 1500 foto's. In totaliteit maakte Curtis in deze periode zo'n 40.000 foto's.
Hoewel critici hem wel romantisering verweten stond Curtis als indianenfotograaf een antropologisch-wetenschappelijke benadering voor en probeerde hij bewust de verdwijnende cultuur en tradities van zo'n tachtig indianenstammen nauwgezet vast te leggen. Hij maakte niet alleen foto's, maar ook spraak- en muziekopnamen, plus talrijke biografische aantekeningen van individuele stamleden. Een film uit 1914, In the Land of the Head Hunters, werd commercieel gezien een mislukking; lange tijd leek de film verloren te zijn gegaan, maar in 1947 werd een kopie herontdekt, die in de jaren zeventig werd gerestaureerd. In 1999 werd de film opgenomen in de National Film Registry, als behorende tot de belangrijkste films uit de Amerikaanse filmhistorie.
In de jaren zeventig werden ook diverse drukplaten en negatieven van Curtis' foto's herontdekt en opnieuw gerestaureerd, waarna er wereldwijd weer een hele reeks nieuwe fotoboeken zouden verschijnen.

### Later leven
In zijn persoonlijk leven heeft Curtis nooit de vruchten kunnen plukken van zijn roem. In 1916 liet zijn vrouw zich van hem scheiden en nam zijn fotostudio over. Toen hij in 1922 na bijna zeven jaar terugkeerde van een expeditie werd hij gearresteerd omdat hij al die tijd geen alimentatie had betaald. Na 1930 verviel hij in armoede mede omdat de rechten over zijn foto's en boeken bij de familie Morgan lagen. Hij werkte nog in diverse baantjes, als boerenknecht en zelfs als goudzoeker, en overleed in 1952 aan een hartinfarct.

## Galerij

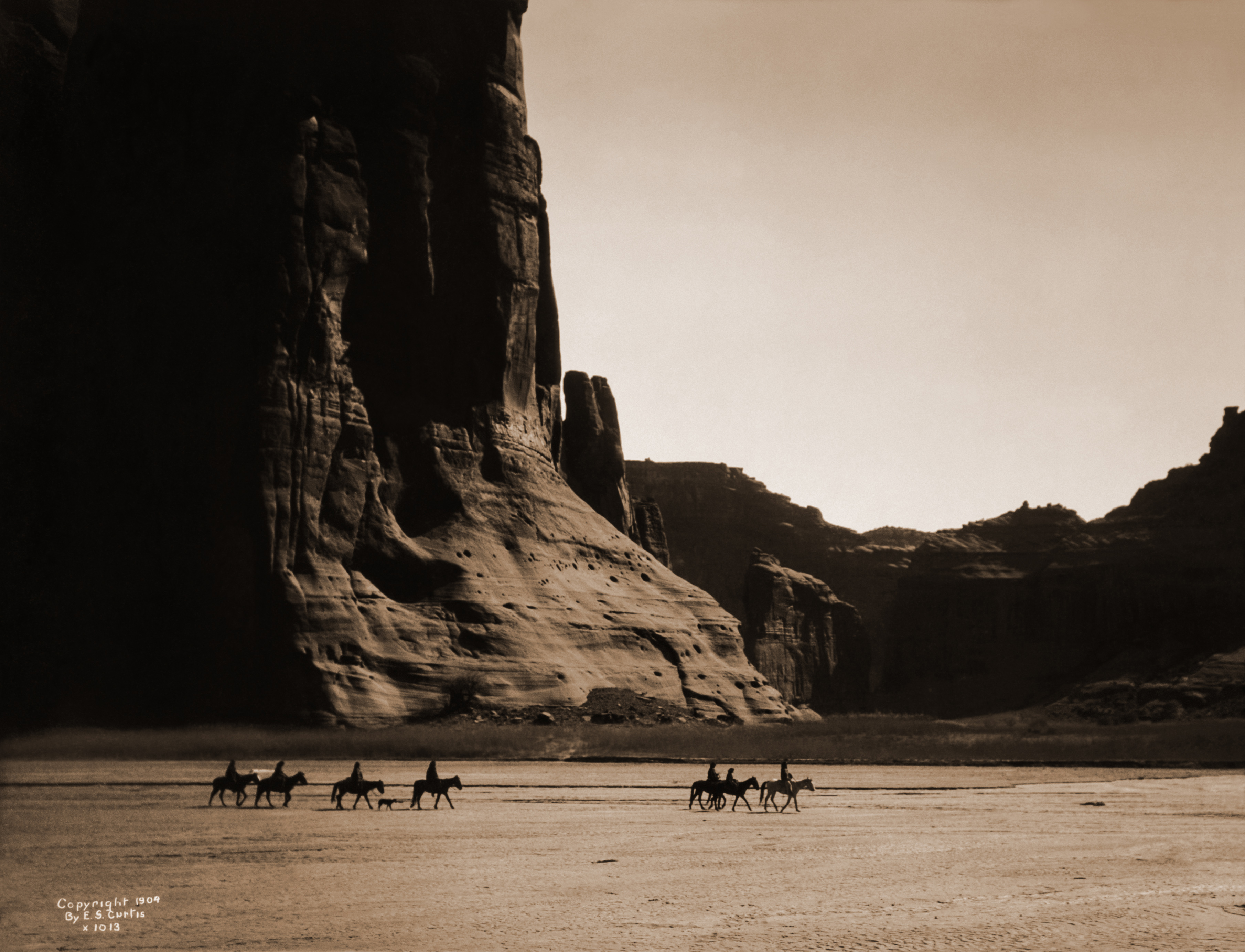
Canyon de Chelly – Navajo. Seven riders on horseback, 1904
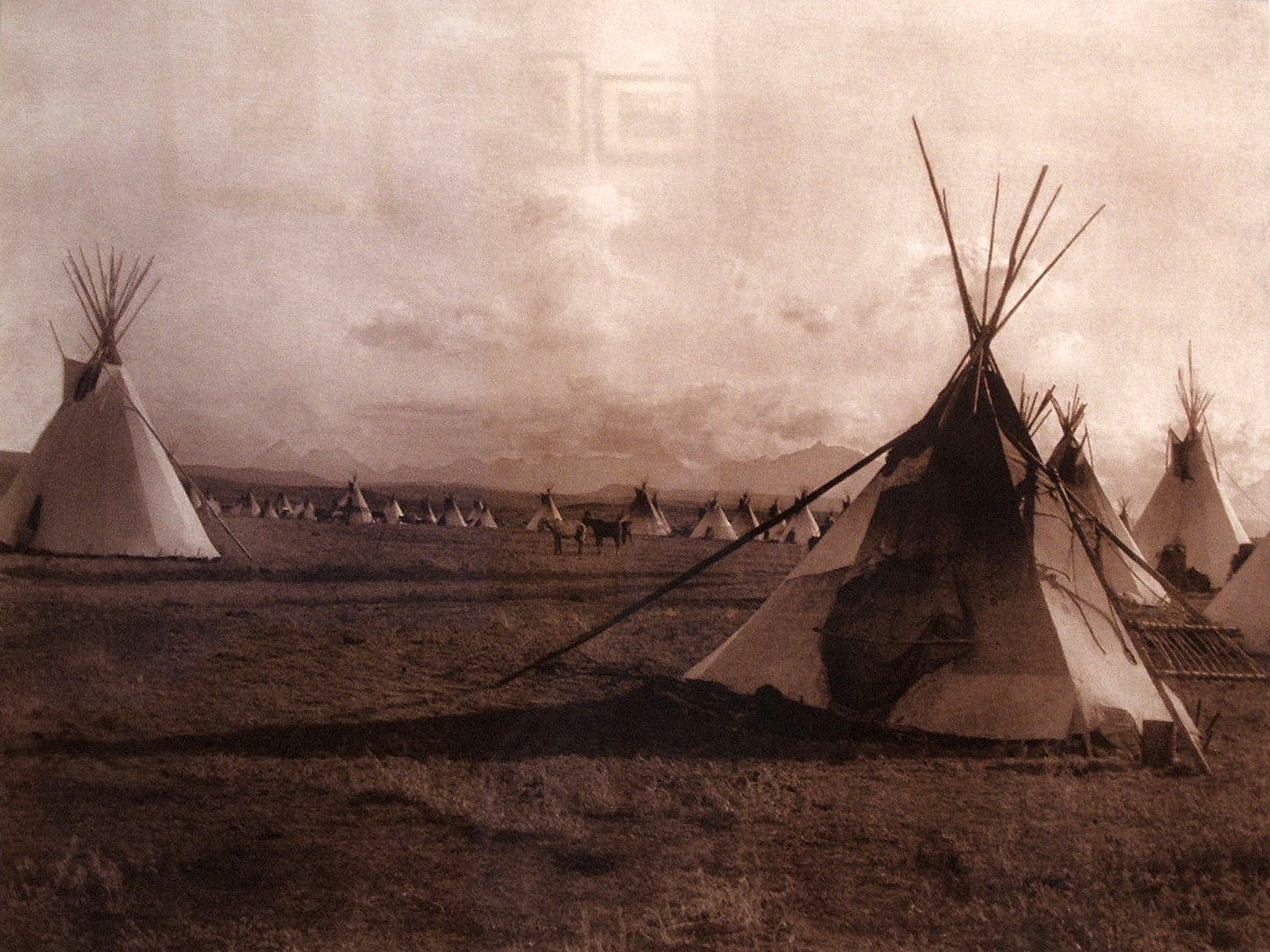
Castello d'Albertis-teepees, 1900
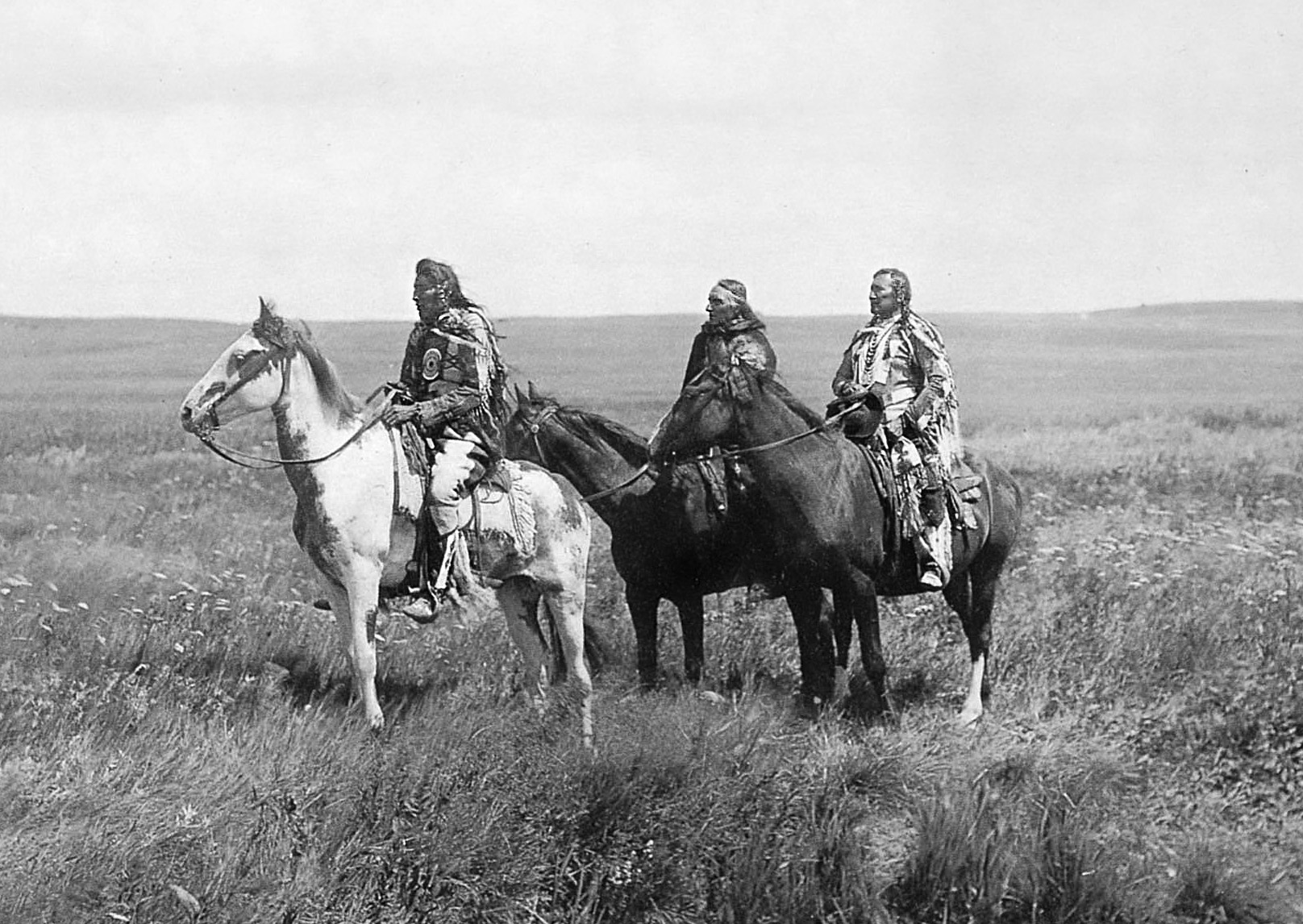
Drie Blackfoot-chiefs, 1900
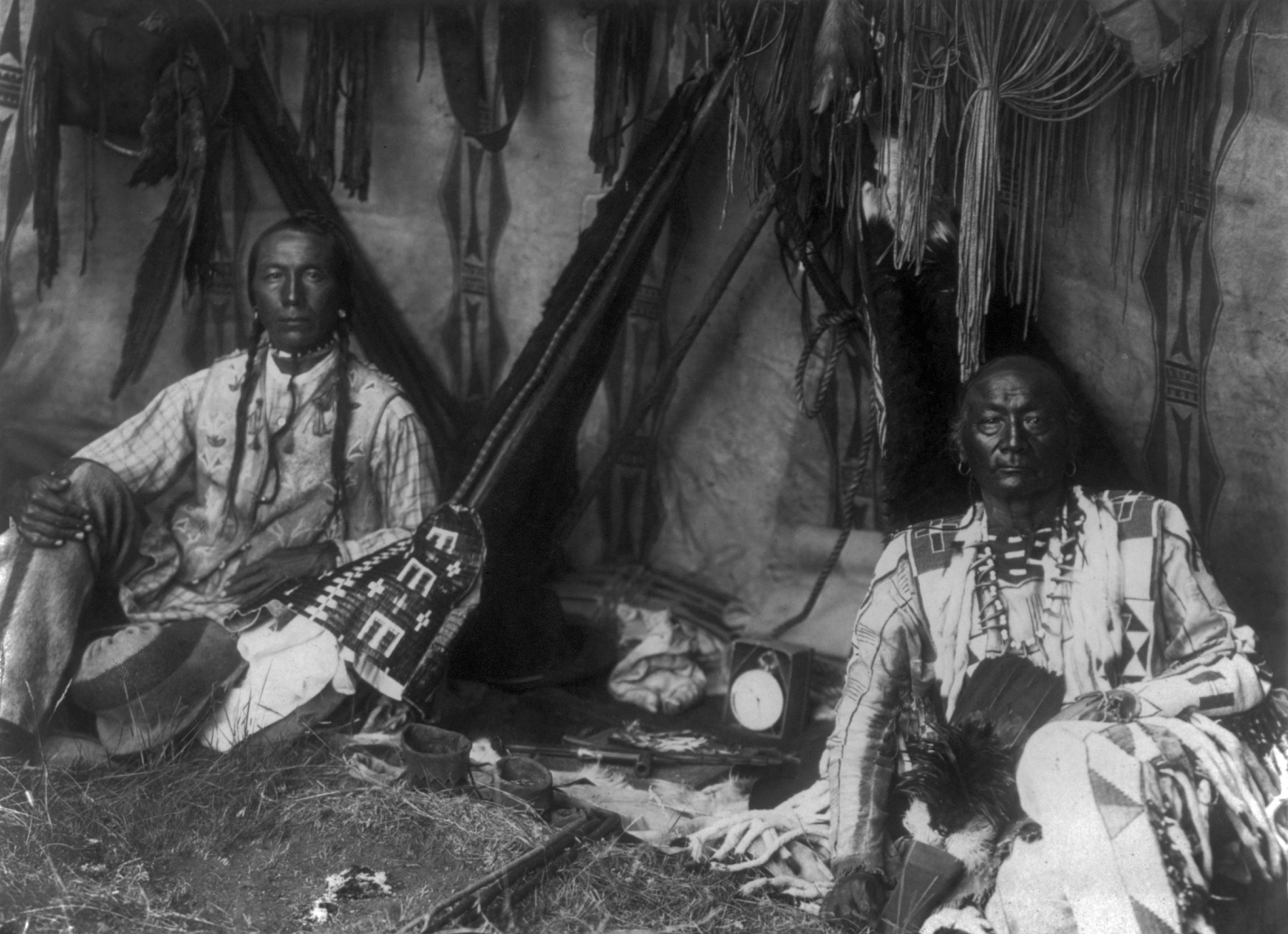
In a Piegan Lodge, 1911
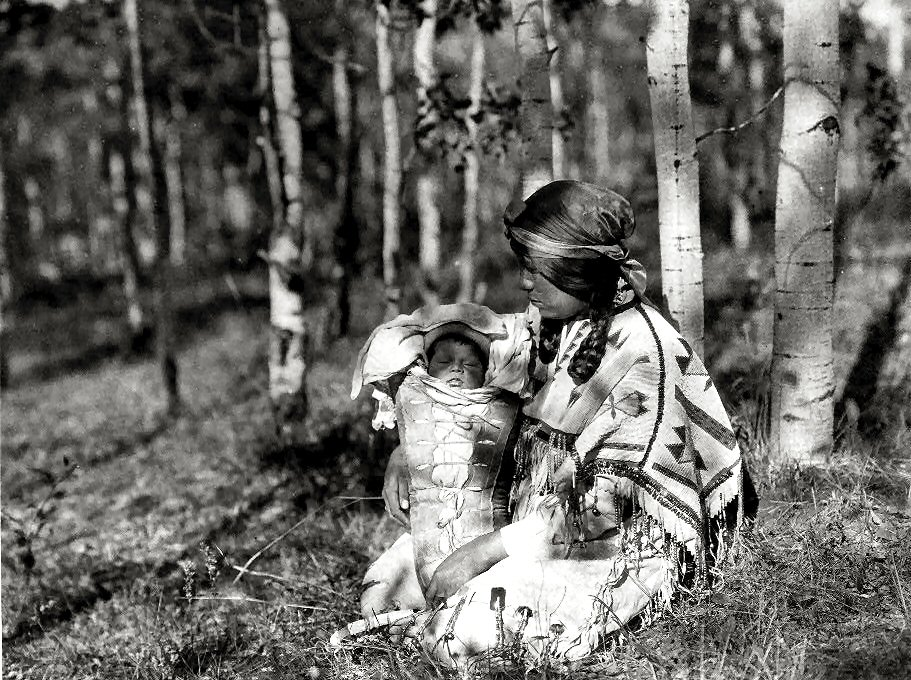
Mother and child, 1928
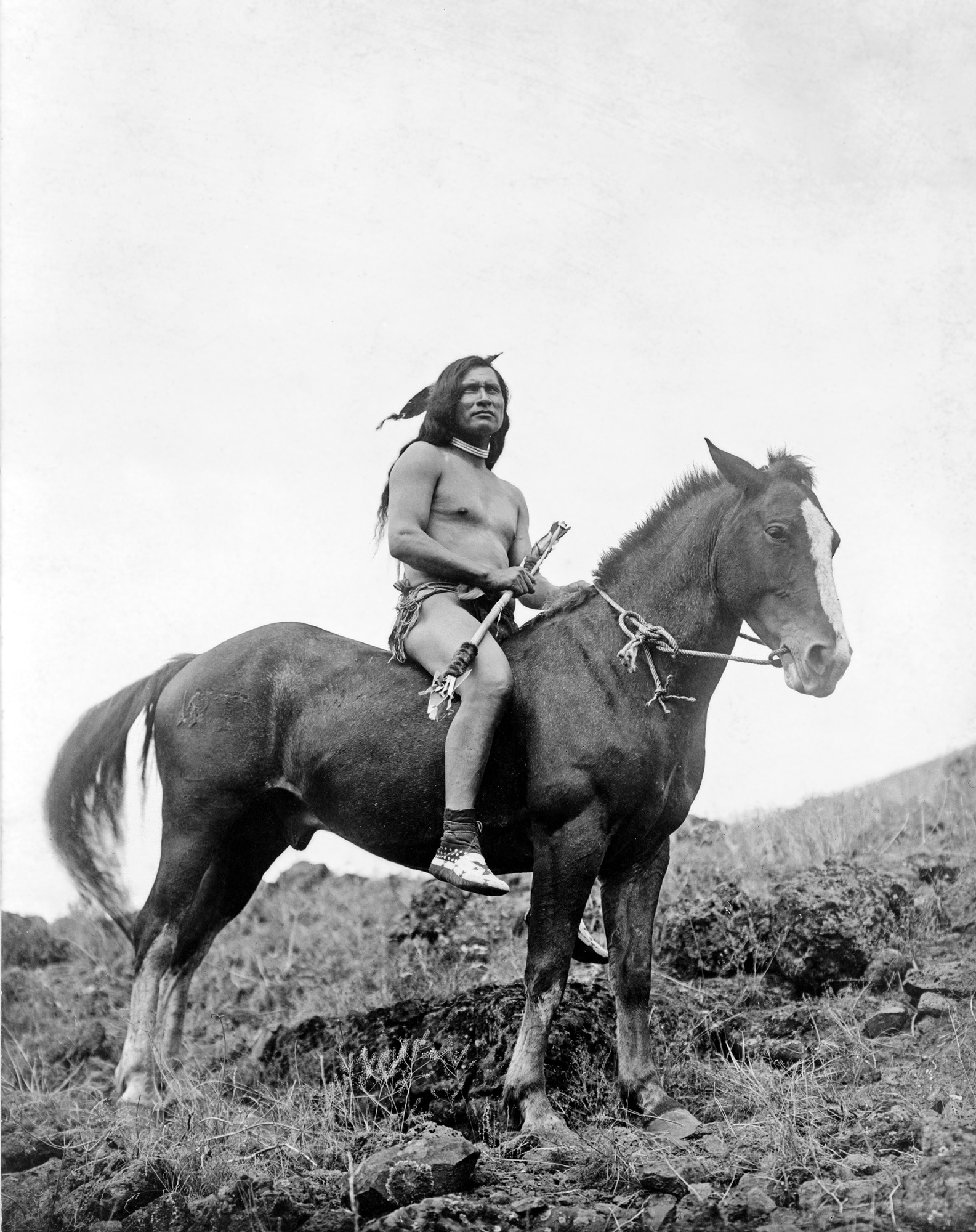
The old-time warrior: Nez Percé, ca. 1910
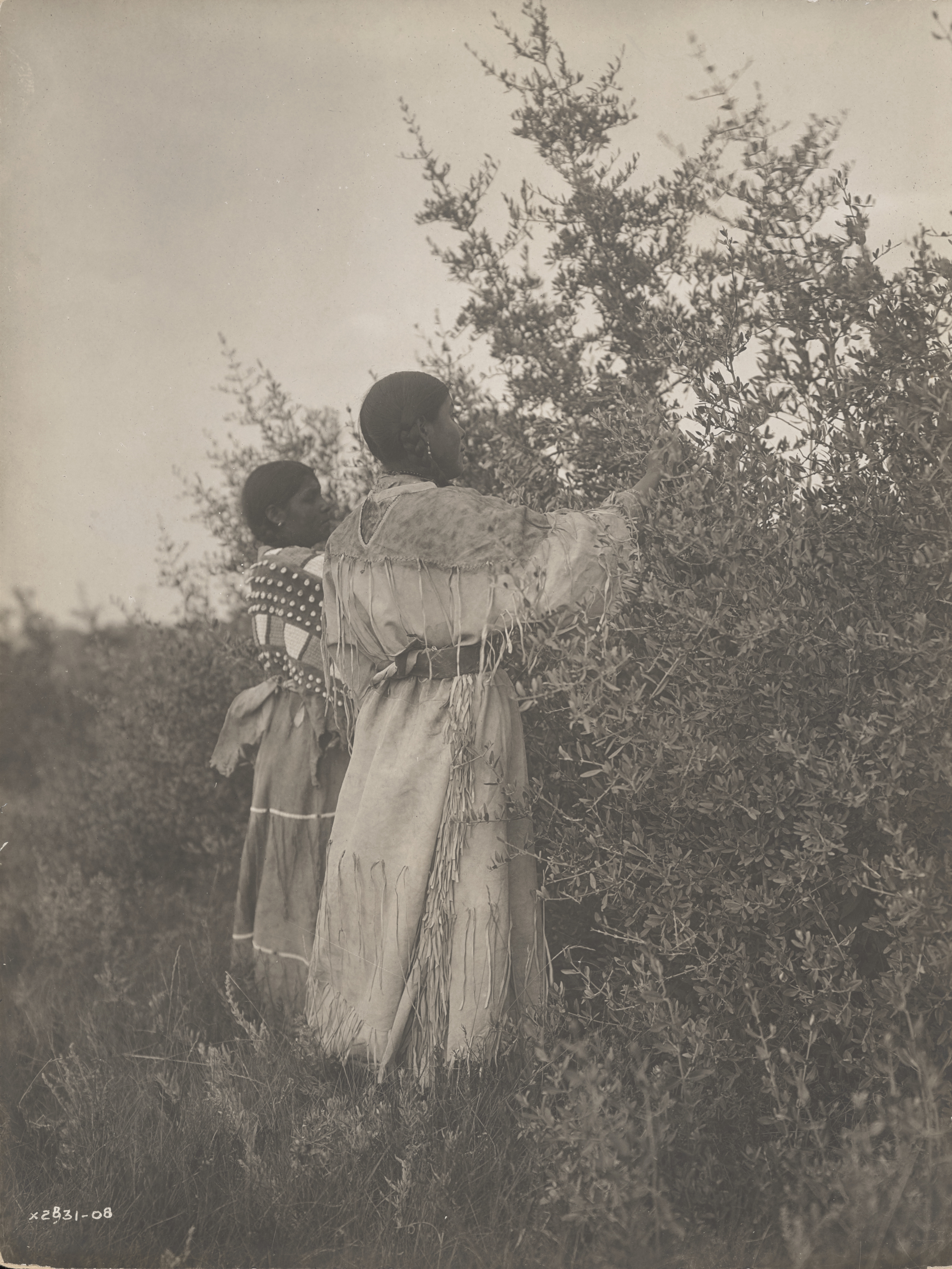
Mandan girls gathering berries, ca. 1908
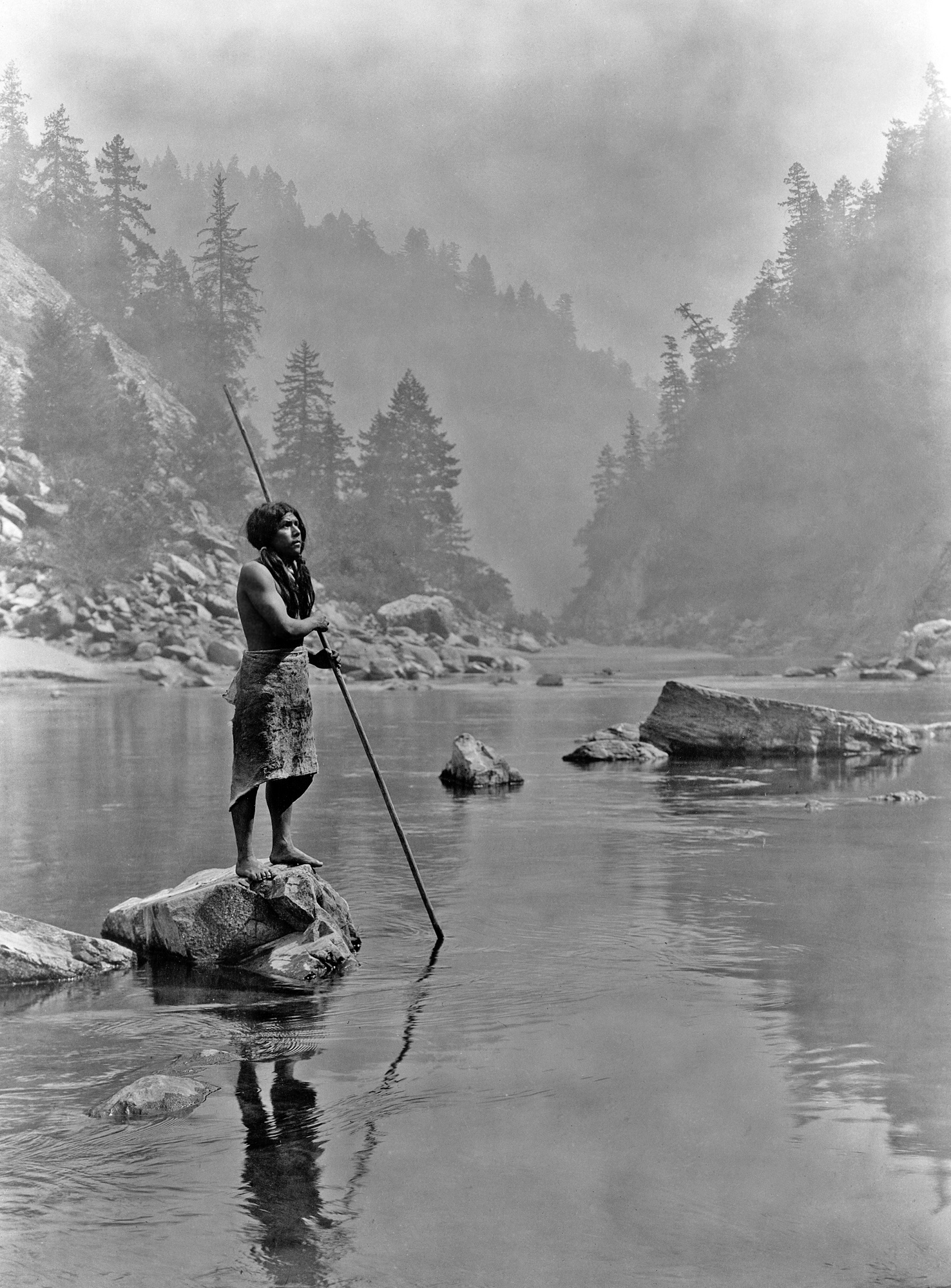
A smoky day at the Sugar Bowl—Hupa, ca. 1923
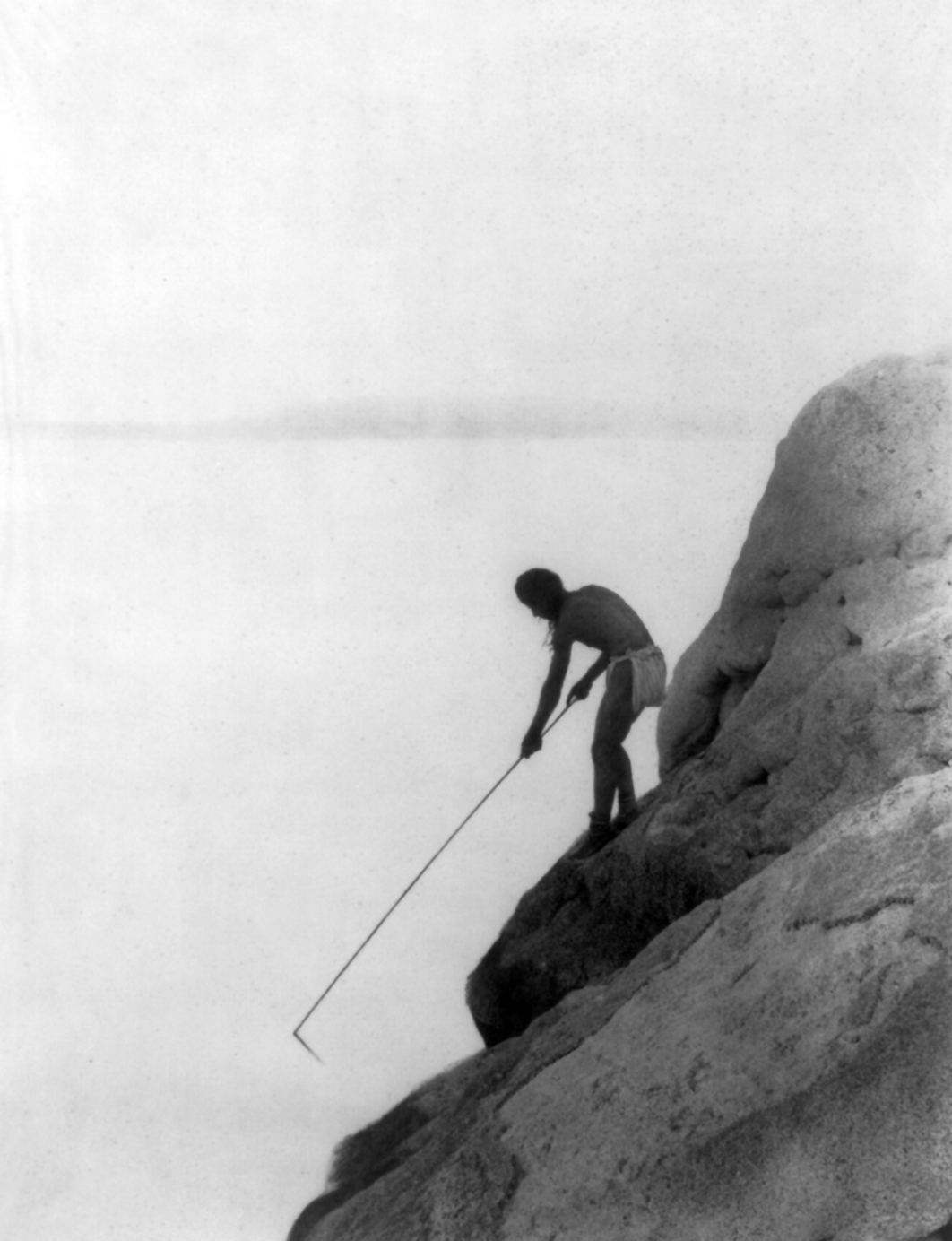
Snake priest, ca. 1900
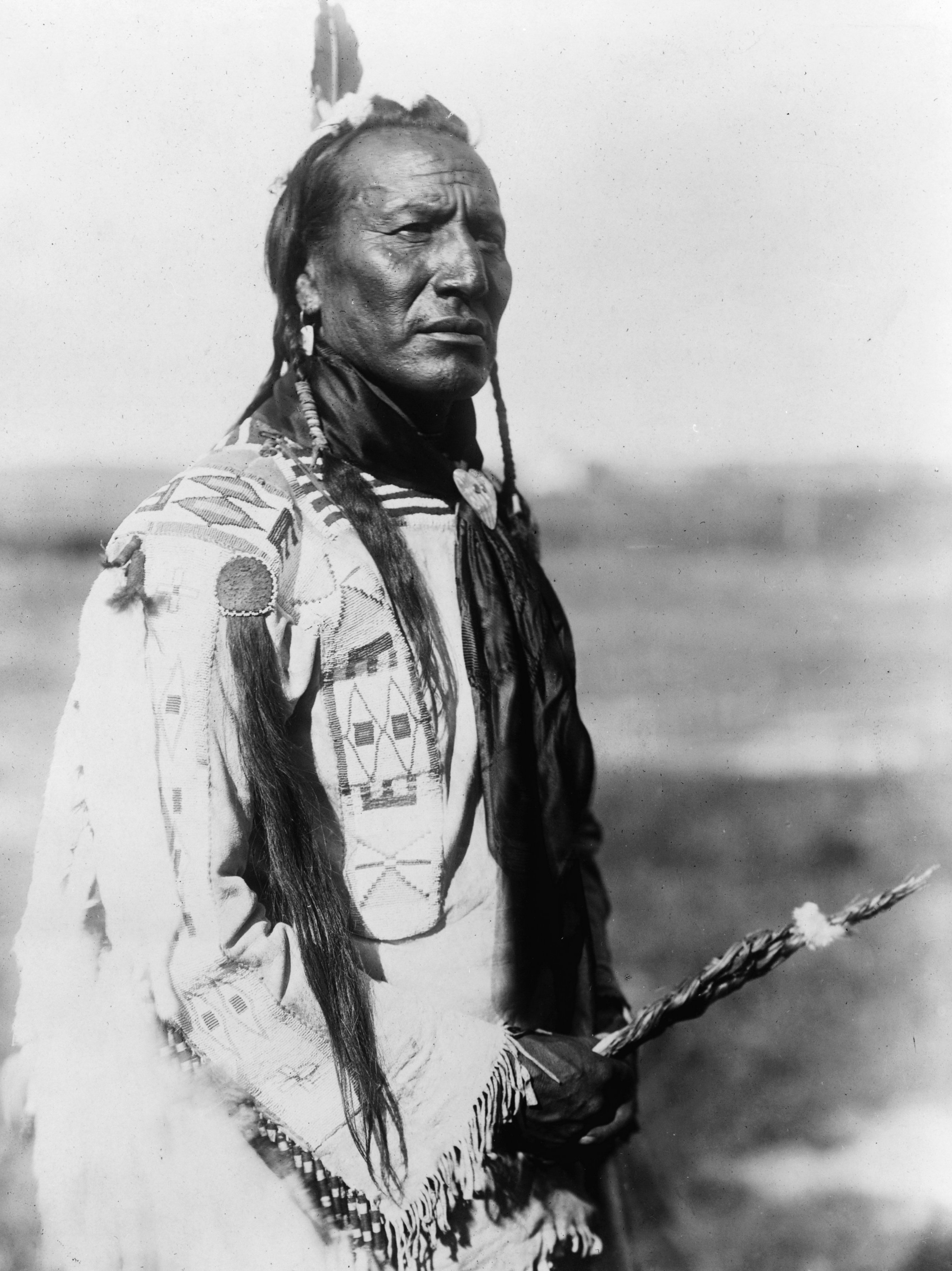
Big Mouth Spring, 1910
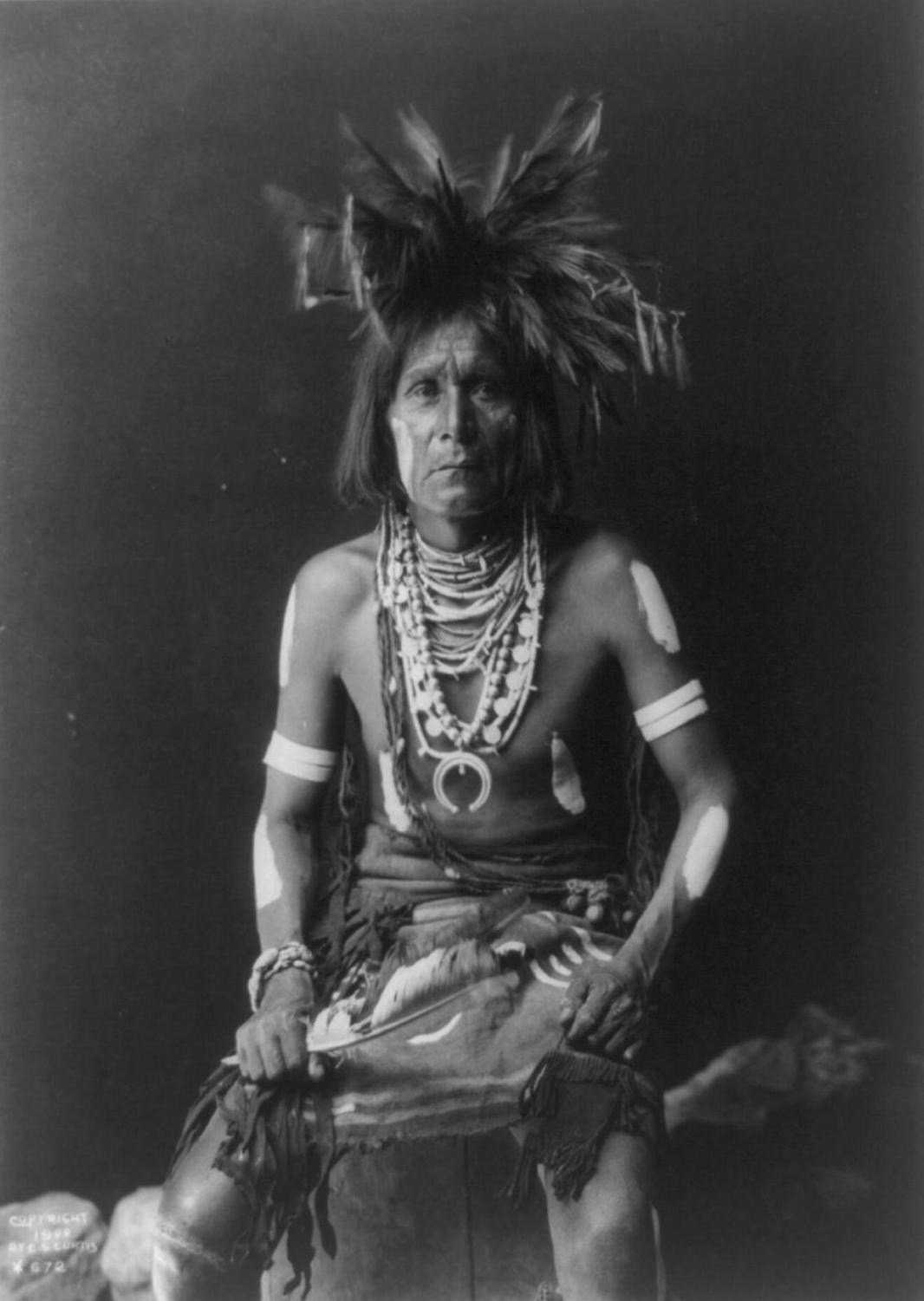
Snake priest (Hopi), ca. 1900
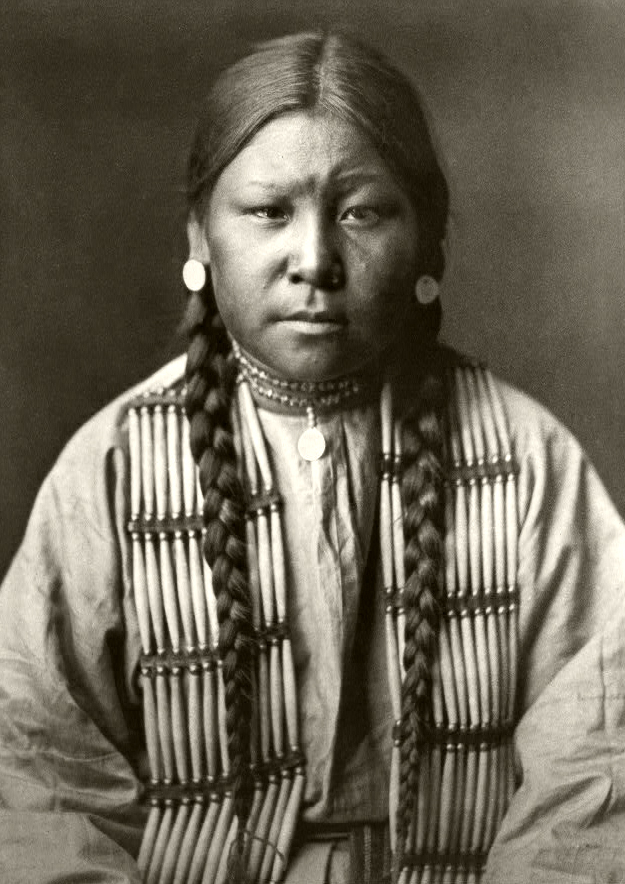
Cheyenne girl, 1911
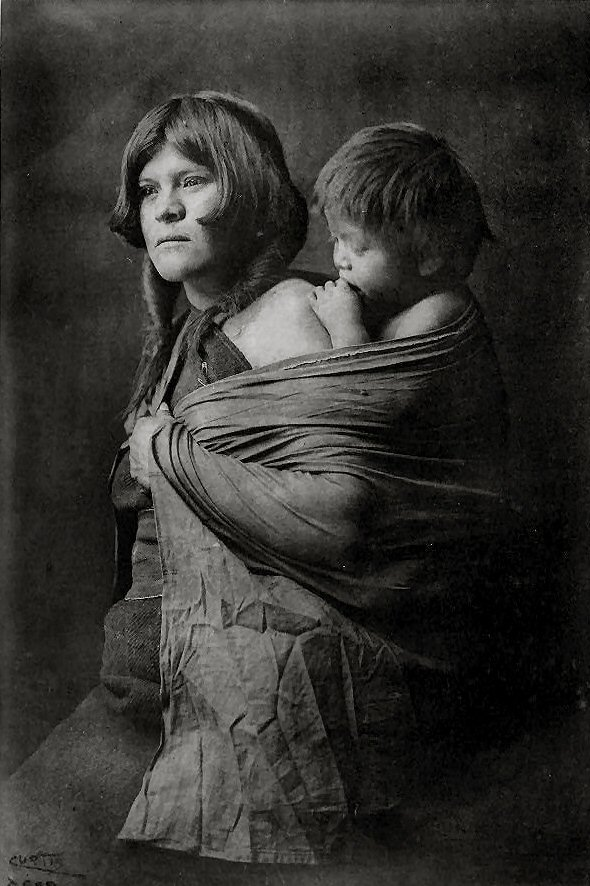
Hopi mother, 1922
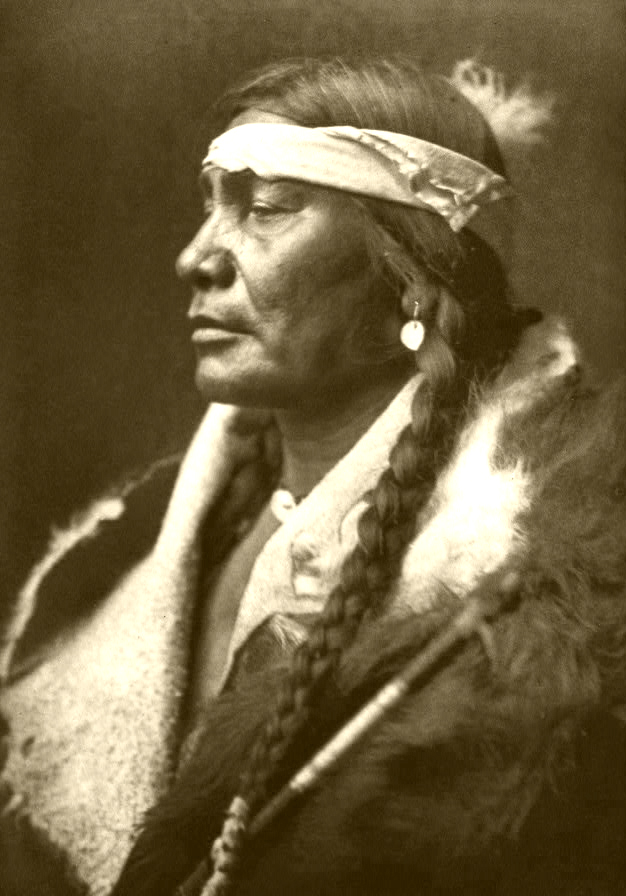
Atsina, 1909
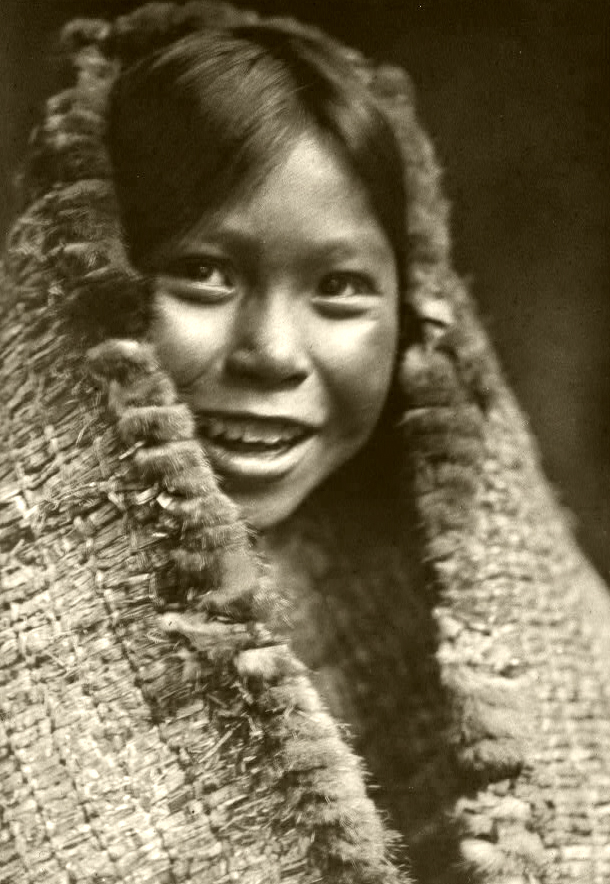
Tla-o-qui-aht girl, 1916
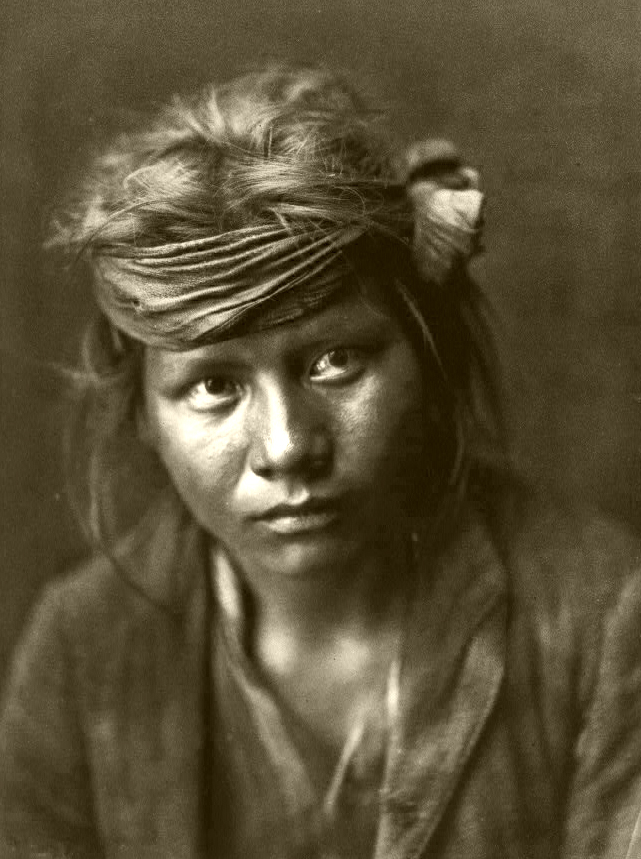
Son of the Desert, Navajo, 1907
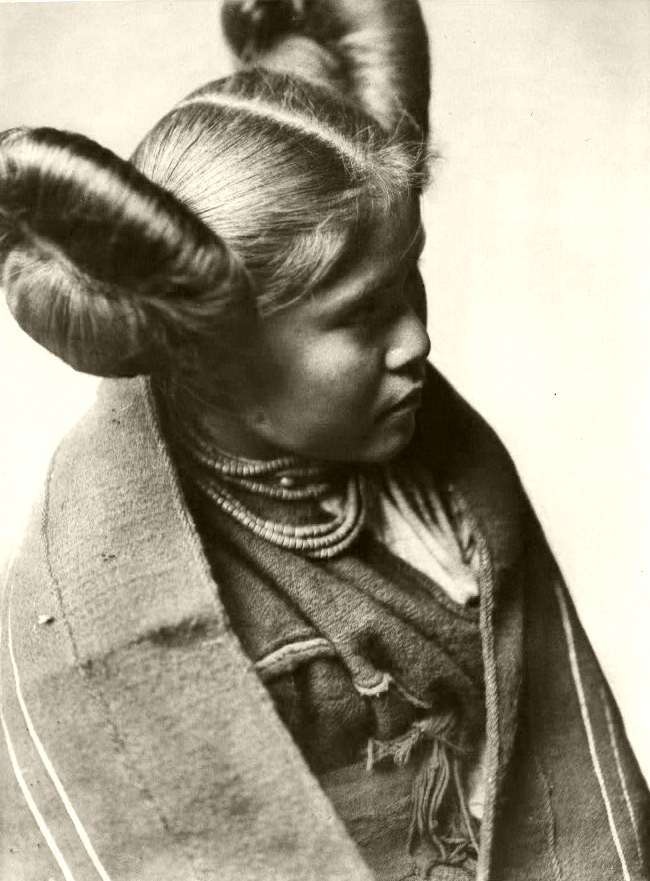
Tewa maiden, 1922
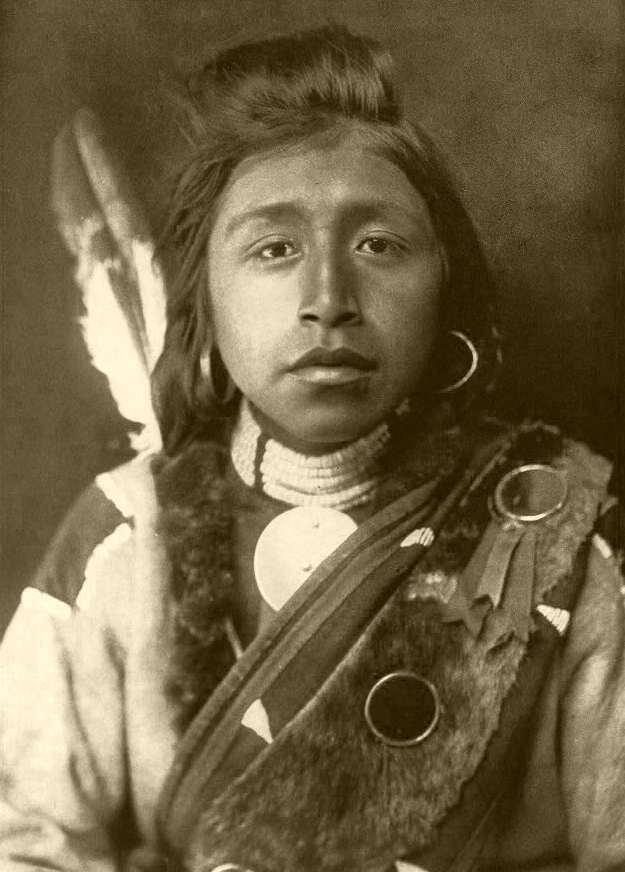
Kashila – Wisham, 1911
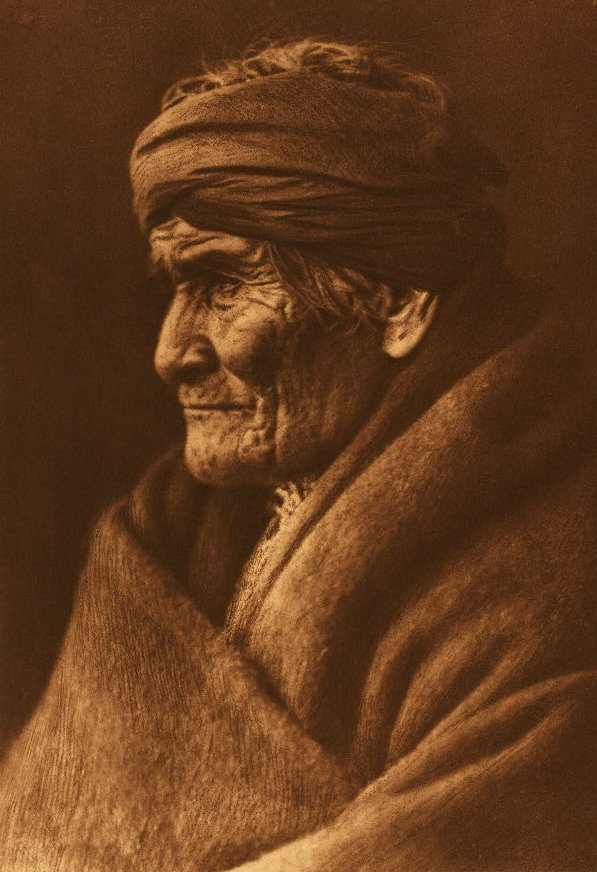
Geronimo - Apache, 1905